# Šušnjari (gmina Derventa)
Šušnjari (cyr. Шушњари) – wieś w Bośni i Hercegowinie, w Republice Serbskiej, w gminie Derventa. W 2013 roku liczyła 59 mieszkańców.